# Olympische Sommerspiele 1976/Teilnehmer (Fidschi)
| Gelbes Symbol für Goldmedaillen mit stilisierten Olympischen Ringen | Graues Symbol für Silbermedaillen mit stilisierten Olympischen Ringen | Braundes Symbol für Bronzemedaillen mit stilisierten Olympischen Ringen |
| ------------------------------------------------------------------- | --------------------------------------------------------------------- | ----------------------------------------------------------------------- |
| —                                                                   | —                                                                     | —                                                                       |

Fidschi nahm an den Olympischen Sommerspielen 1976 in Montreal, Kanada, mit einer Delegation von zwei Leichtathleten (ein Mann und eine Frau) teil.

## Teilnehmer nach Sportarten

### Leichtathletik
- John Anthony Moore
100 Meter: Vorrunde
200 Meter: Viertelfinale
Weitsprung: 31. Platz in der Qualifikation

- Miriama Tuisorisori-Chambault
Frauen Weitsprung: 27. Platz in der Qualifikation
Frauen Zehnkampf: 18. Platz